# Le lunghe ombre
Le lunghe ombre è un film per la televisione del 1987 diretto da Gianfranco Mingozzi.

## Trama
Due adolescenti che hanno aderito alla Resistenza conoscono una diva del cinema sfollata dalla guerra e se ne innamorano.